# 苏联国家奖

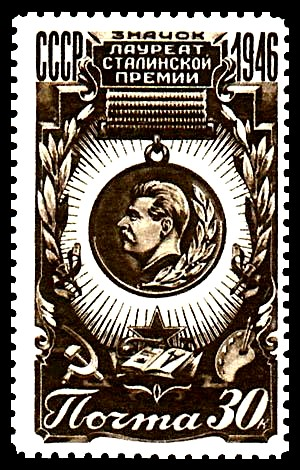
邮票上的斯大林奖章

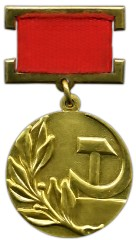
苏联国家奖章

苏联国家奖（俄语：Госуда́рственная пре́мия СССР）苏联国家性质的奖项。其前身是1940年成立的国家斯大林奖（Государственная Сталинская премия），简称斯大林奖。斯大林死後，該獎改名苏联国家奖。
苏联解体后，该奖被俄罗斯联邦国家奖所取代。

## 斯大林与斯大林奖
斯大林本人十分看重斯大林奖。斯大林奖对苏联的舆论引导作用是非常大的。据苏联高层官员回忆，斯大林为了能够确保找到更多的足以获得该奖的作品，每天阅读苏联国内主流杂志300页（不多不少的控制数量）。对于斯大林来讲，斯大林奖不仅是引导苏联国内舆论的绝佳工具，就私人方面，这个以他自己的名字命名的奖项也足以使他心爱倍加。

## 部分获奖人

### 1941年
- 安德雷·柯尔莫哥洛夫，数学家
- 谢尔盖·利沃维奇·索博列夫
- 伊万·维诺格拉多夫
- 特罗菲姆·邓尼索维奇·李森科
- 德米特里·德米特里耶维奇·马克苏托夫
- 尼古拉·尼古拉耶维奇·谢苗诺夫
- 米哈伊尔·亚历山大罗维奇·肖洛霍夫
- 費迪·華西列維奇·托卡列夫
- 阿列克谢·尼古拉耶维奇·托尔斯泰

- 赫连尼科夫《有座可爱的城市远在北方》（歌曲）
- 穆拉杰里《莫斯科北京》（歌曲）
- 丁玲《太阳照在桑干河上》[2]（小说）
- 周立波《暴风骤雨》（小说）
- 延安鲁迅艺术学院《白毛女》（芭蕾舞剧）
- 《解放了的中国》（电影）
- 杜那耶夫斯基《红莓花儿开》（歌曲）
- 李赫特（钢琴家）
- 肖斯塔科维奇《列宁格勒交响曲》（交响乐）